# Christopher Tolkien
Christopher John Reuel Tolkien (Leeds, Inglaterra, 21 de noviembre de 1924-Draguignan, Francia, 16 de enero de 2020) fue un escritor británico, tercer hijo del también escritor J. R. R. Tolkien y de Edith Mary Bratt. Era muy conocido por el trabajo que realizó como editor de la mayor parte de la obra de su padre y que fue publicando tras su muerte, como su albacea literario.

## Biografía
Christopher fue educado en el Dragon School, en Cherwell, y más tarde en el Oratory School. Se formó como piloto en Sudáfrica y durante la Segunda Guerra Mundial sirvió en la Royal Air Force, continuando sus estudios en el Trinity College tras finalizar la contienda. Se casó por primera vez con una escultora llamada Faith, con la que tuvo un hijo, Simon. Su segundo matrimonio fue con Baillie Klass, con la que tuvo dos hijos: Adam y Rachel. Siguió los pasos de su padre, convirtiéndose en profesor universitario y tutor de Lengua inglesa en la Universidad de Oxford.
Christopher ha sido siempre parte de la audiencia crítica de la ficción de su padre, primero como niño, escuchando las historias de Bilbo Bolsón en El hobbit, y luego como un adolescente y joven adulto, retroalimentando a su padre en El Señor de los Anillos durante los últimos años de su gestación, e incluso participando desde 1945 en los debates literarios de los Inklings.
Falleció a los noventa y cinco años el 16 de enero de 2020, en el Centre hospitalier de la Dracénie en Draguignan (Francia). El anuncio del óbito fue anunciado por la Tolkien Society a través de un comunicado en las redes sociales.

## Trabajo
Christopher se asignó la tarea de interpretar los a menudo confusos mapas de la Tierra Media, con el fin de generar las versiones mostradas en los libros. Christopher redibujó el mapa principal a finales de la década de 1970, para aclarar las letras y corregir algunos errores y omisiones. 
Su padre escribió muchísimo material vinculado a la mitología de la Tierra Media, que no fue publicado mientras vivía; aunque originalmente su intención era publicar El Silmarillion junto con El Señor de los Anillos, y ya había partes muy desarrolladas, murió en 1973 dejando el proyecto inconcluso. Así que Christopher se embarcó en la tarea de organizar todas las notas de su padre, algunas de las cuales estaban escritas en viejos recortes de papel. Mucho del material estaba escrito a mano, con frecuencia un simple bosquejo estaba escrito sobre otro bosquejo anterior, y los nombres de los personajes cambiaban continuamente entre el inicio y el fin del mismo texto. Descifrar esto fue una ardua tarea, y tal vez solo alguien con la cercanía al autor de Christopher, y tan adentrado en la evolución de las historias, podía hacer que todo concordara. Aun así, Christopher ha admitido que a menudo tuvo que adivinar lo que su padre quiso decir.
No obstante, al trabajar con Guy Gavriel Kay, pudo publicar El Silmarillion en 1977, seguido de los Cuentos inconclusos de Númenor y la Tierra Media en 1980, y los doce volúmenes de La historia de la Tierra Media, entre 1983 y 1996. La Mythopoeic Society estadounidense no tardó en reconocer todo este trabajo con el Mythopoeic Scholarship Award de 1981, entregado de manera excepcional no por un ensayo sobre los Inklings de especial valor, sino por el conjunto del trabajo de Tolkien sobre su padre. Christopher Tolkien recibió de nuevo el mismo premio en 1989 por la edición de El retorno de la Sombra.
En 2006 la editorial HarperCollins anunció el lanzamiento de la obra The Children of Hurin (Los hijos de Húrin), comenzada por su padre y editada por Christopher, que fue publicada el 17 de abril de 2007. A Christopher le llevó treinta años concluir esta obra. La leyenda de Sigurd y Gudrún (2009) y La caída de Arturo (2013) son los últimos ejemplos de su trabajo editorial.
En 2017 y 2018 se publicaron respectivamente 2 trabajos editoriales, los cuales aparecen parcialmente en la obra El Silmarillion, se trata de La historia de Beren y Lúthien y La caída de Gondolin, suponiendo esta la última publicación de Christopher Tolkien.

## Ante las adaptaciones de la obra de su padre
En 2001, Christopher Tolkien recibió cierta atención mediática por su crítica a la trilogía cinematográfica de El Señor de los Anillos de New Line Cinema, dirigida por Peter Jackson. Se escribió que había entrado en desacuerdo con su hijo Simon sobre lo apropiado que resultaba una adaptación cinematográfica. En respuesta a estos reportajes, comentó que sentía que El Señor de los Anillos era «peculiarmente inapropiada para su transformación en una forma visual dramática». Sin embargo, recalcó que esa era solo su opinión; dijo que no desaprobaba las películas, definitivamente no «hasta el punto del pensamiento enfermizo» de aquellos con los que podría estar en desacuerdo.
En 2008 emprendió un proceso legal contra New Line Cinema, empresa a la que reclamaba una deuda con su familia de 80 millones de libras en royalties impagos, por los ingresos de la trilogía cinematográfica. En septiembre de 2009, trascendió que él y New Line habían alcanzado un acuerdo confidencial, por el que retiraban sus objeciones legales al proyecto cinematográfico sobre El hobbit.